# Dom Zborowy w Nieborach
Dom Zborowy w Nieborach – budynek w Trzyńcu, w dzielnicy Niebory, w kraju morawsko-śląskim w Czechach, należący do miejscowego zboru Śląskiego Kościoła Ewangelickiego Augsburskiego Wyznania i służący jako jego kaplica.

## Historia
Ewangelicy nieborscy należeli do Zbór Śląskiego Kościoła Ewangelickiego Augsburskiego Wyznania w Trzyńcu, uczęszczali na nabożeństwa do miejscowego kościoła. Nabożeństwa  odbywały się również w budynku zboru Stanowczych Chrześcijan w Nieborach.
Po 1968 roku działalność w Nieborach rozwijała się, organizowano studium biblijne, spotykał się chór, prowadzono zajęcia dla dzieci i młodzieży oraz inne wydarzenia dla mieszkańców.
W wyniku zakazu działalności Związku Stanowczych Chrześcijan, jego siedziba została zamknięta, a nabożeństwa ewangelickie przeniesiono do lokalu udostępnionego przez pana Macurę.
Po roku 1989 dzięki trzynieckiemu proboszczowi Stanisławowi Piętakowi otwarto w Nieborach stację kaznodziejską. Jednocześnie zdecydowano o zakupie ziemi pod budowę własnego domu zborowego. Prace budowlane zostały rozpoczęte w 1997 roku. Obiekt został ukończony w 2001 i oddany do użytku wiernych. Uroczystość poświęcenia budynku przez proboszcza Stanisława Piętaka odbyła się 21 października 2001 roku.
Samodzielny zbór w Nieborach został powołany w 2002 roku.

## Budynek
Czteropoziomowy budynek z elementami architektury brutalizmu wybudowany został na podstawie projektu architekta Jana Kidonia. Elewacja wschodnia jest na całej swojej wysokości przeszklona dwoma pasami okien. Przez elewację tworzony jest motyw głównego krzyża, kolejne dwa krzyże są tworzone przez przeszklenia. Użycie trzech krzyży było zainspirowane krzyżami na Golgocie. We wnętrzu znajdują się dwie sale, pierwsza mieszcząca 110 osób oraz druga na 50 osób. Maksymalna liczba miejsc to 270.

## Przeznaczenie
Oprócz prowadzenia nabożeństw, dom zborowy jest używany w celach kulturowych oraz dla organizacji imprez dla szerszej publiczności. W budynku działa chór oraz orkiestra dęta, odbywają się spotkania dla dzieci i młodzieży, koncerty i pokazy filmowe.